# Juan Francisco Alonso Pimentel y Ponce de León

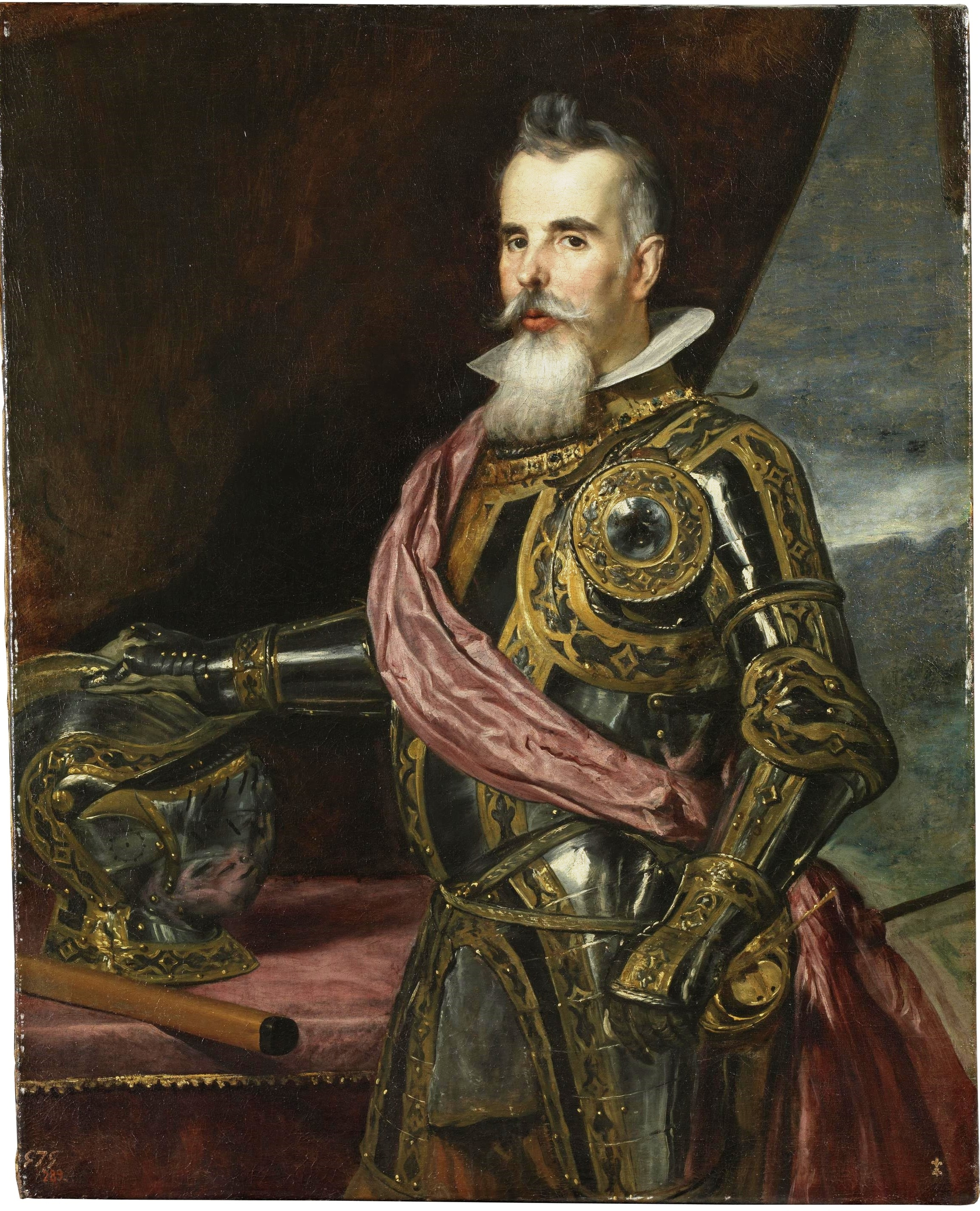
Juan Francisco Alonso Pimentel (1648), Gemälde von Diego Velasquez

Juan Francisco Alonso Pimentel y Ponce de León (* 1584 in Benavente; † 24. Dezember 1652 in Valladolid) war ein spanischer Grande, 7. Herzog von Benevente und Hofmann unter König Philipp IV.

## Leben

### Herkunft
Er war der älteste Sohn von Antonio Alonso Pimentel de Quiñones († 1633) und der María Ponce de León (1572–1618), Tochter von Rodrigo Ponce de León, 3. Duque de Arcos. Seine Mutter war außerdem eine Nichte des Granden Rodrigo Ponce de León, 4. Duque von Arcos (1602–1658), nacheinander Vizekönig von Valencia (1642–1645) und Vizekönig von Neapel (1646–1648) Nach dem Tod seines Vaters erbte er 1633 die Titel des 7. Duque de Benavente, des 10. Conde de Mayorga und des 8. Grafen de Comarca de Luna. Der wichtigste Titel eines Herzogs von Benavente wurde im Januar 1473 zuerst seinem Vorfahren Rodrigo Alonso Pimentel († 1499) von König Heinrich IV. von Kastilien verliehen.

### Karriere
Um 1640 wurde er zum Kammerherr des Königs ernannt, sein Name wurde in Pimentel de Herrera geändert, da der 5. Duque Juan Alonso 1621 starb und dessen ältester Bruder, der 4. Duque, Luis Alonso bereits 1576 verstorben war. Pimentel nannte sich darauf selbst „Pimentel de Herrera“, um ihre Verbindung mit dem mächtigen Familienzweig der Enriquez zu betonen. Im Jahr 1644 begleitete er Philipp IV. auf einer Reise nach Aragonien. Am 15. Mai 1648 schloss er die zweite Ehe mit Antonia de Mendoza, Hofdame von Königin Mariana von Österreich und Tochter von Antonio de Mendoza, Grafen von Castrojeriz aus seiner 4. Ehe mit Ana María Manrique. Die Hochzeit fand im Alcázar von Madrid statt, an der Feier nahm Philipp IV. als Ehrengast teil. Im selben Jahr 1648 ernannte ihn der Monarch aus Dankbarkeit für die Verdienste um die Krone zum Ritter des Orden vom Goldenen Vlies. Ein Anlass für den Maler Diego Velázquez ihn auf einem Porträt zu verewigen.
Aufgrund seiner höfischen Pflichten, die ihn zwangen, oft in Madrid am Hof zu leben, verlegte Juan Alfonso Pimentel die Bibliothek und Kunstsammlungen der Familie der Herzoge von Benavente ab 1633 nach Valladolid. Der bisherige Conde de Benavente, obwohl kein Gelehrter, hatte den Drang mehrere Bekannter nachgegeben, auch eine Bibliothek einzurichten. In den beiden neu bezogenen Palästen des Conde de Benavente, wo bereits Originalgemälde und Kopien von Rubens, Velázquez und Ribera ausgestellt waren, kam nun seine ererbte Sammlung hinzu, von denen viele Stücke auch die Aufmerksamkeit des Königs auf sich zogen. In der Bibliothek die im Valisoletano Palast eingerichtet wurde, waren damals auch Werke von Lope de Vega, Cervantes und Góngora bewahrt. Juan Alfonso starb am 24. Dezember 1652 in Valladolid und wurde in der Familiengruft im Kloster von San Francisco de Benavente begraben.

### Familie
- Im Jahr 1614 schloss er seine 1. Ehe mit seiner Cousine Mencia de Zúñiga y Requesens, Tochter von Luis Fajardo y Requesens, 4. Marqués de los Vélez. In Bezug auf seinen Nachwuchs hatte er aus seiner ersten Ehe sechs Kinder. Der älteste männliche Erbe von fünf überlebenden Kindern war Antonio Alonso Pimentel de Herrera y Zúñiga, 8. Duque de Benavente, der 1637 heiratete und 1677 verstarb.
- Die zweite Ehe ging Pimentel 1648 mit Antonia de Mendoza y Orense ein, sie war eine Tochter von Antonio Gómez Manrique de Mendoza, 5. Conde de Castrojeriz.